# Estadio José Bernardo Pérez
El Estadio José Bernardo Pérez es una infraestructura deportiva para la práctica de béisbol, ubicada en la ciudad de Valencia, capital del estado Carabobo, en la Región Central de Venezuela. Es la sede de uno de los equipos más importantes y con una de las aficiones más grandes del país, los Navegantes del Magallanes.
Tiene capacidad para unos 16 000 espectadores, posee una pizarra electrónica, sillas en las tribunas, sistema de iluminación, cabinas para transmisión por radio y televisión, y estacionamiento para vehículos, entre otras comodidades.
Un hecho curioso del estadio es que, en el diseño del campo de béisbol, el triángulo del home apunta hacia el sur, cuando en la gran mayoría de los campos de béisbol del mundo se acostumbra que apunte hacia el norte.

## Historia
El estadio fue inaugurado el 25 de marzo de 1955 bajo el nombre de «Estadio Cuatricentenario», cuando la ciudad de Valencia estaba cumpliendo 400 años de su Fundación y el General Marcos Pérez Jiménez, mandó a organizar una celebración. Ese mismo año los Industriales de Valencia se midieron a los Leones del Caracas con la victoria para los de la capital en un cerrado duelo de 1-0, estrenando así la sede en el aspecto deportivo.
En la temporada 1965-66, el estadio fue rebautizado como «Estadio José Bernardo Pérez», en homenaje al insigne deportista carabobeño.
A principios de los 90, el estadio José Bernardo Pérez fue tomado por la Gobernación de Carabobo y poco a poco comenzó a ser reparado y cambió su cara. Los trabajos de remodelación marcaron un antes y un después en la pelota venezolana, ya que muchos le siguieron el ejemplo. Fue el primero en tener un pequeño quiosco que con orgullo tenía un cartel que decía Boutique del Magallanes, Fundadeporte que también nació en ese tiempo, tomó en serio los trabajos y ya en la década del 2000 estaban los Astros de Houston e Indios de Cleveland jugando un partido de pretemporada de las Grandes Ligas, con pizarra electrónica encendida. Los arreglos continuaron en 2015 donde se ampliaron los dugouts, mejoraron los baños y se acondicionó tanto el club house de Magallanes como el de visitante.
Producto de la pandemia de COVID-19 y cumpliendo con los protocolos de bioseguridad, en la temporada 2020-2021 el estadio fungió como sede compartida entre Navegantes del Magallanes y Bravos de Margarita.

## Dimensiones
Las dimensiones del estadio son: 

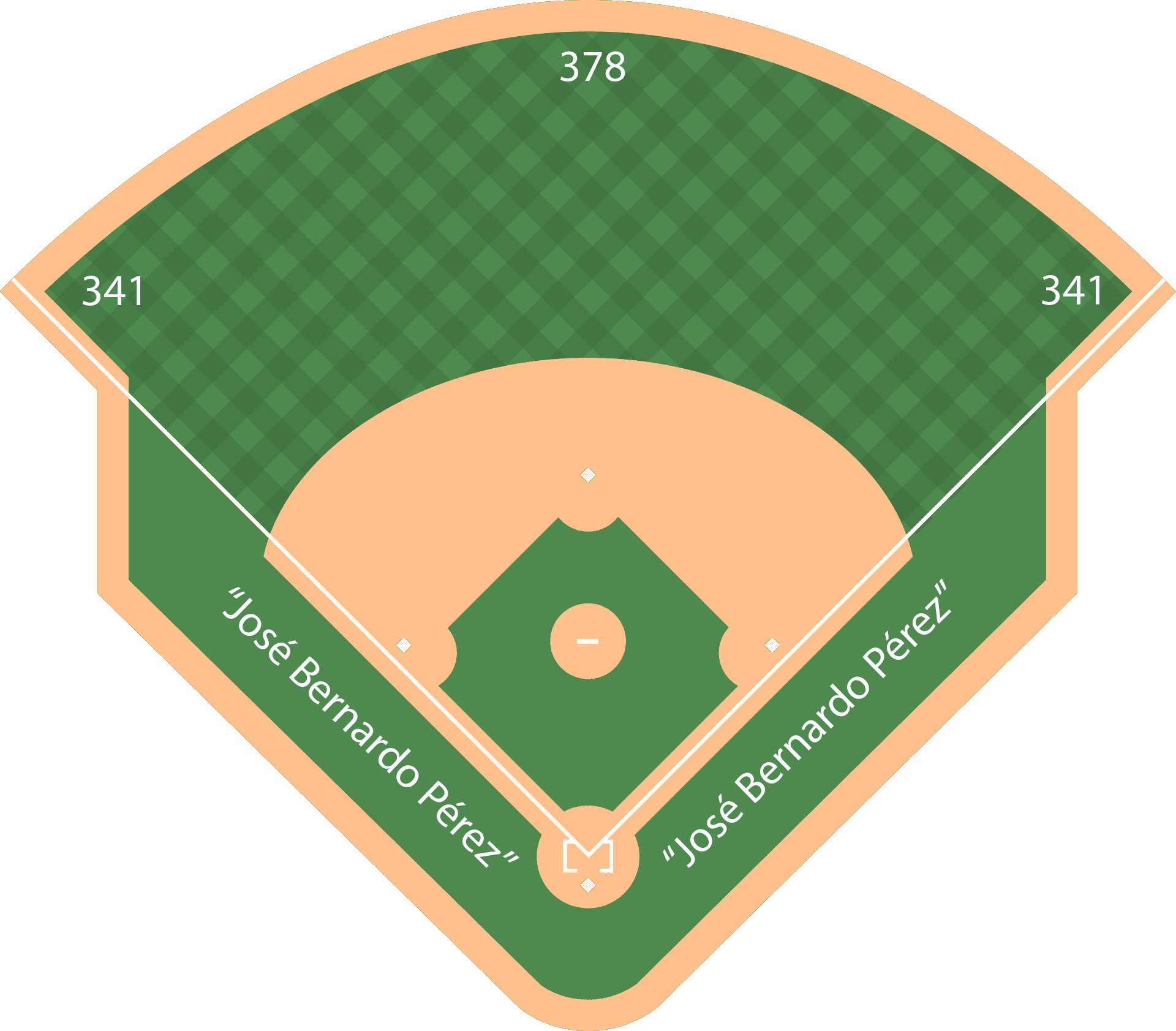
Dimensiones del estadio.

- Jardín Izquierdo: 341 pies / 104 m
- Jardín Central: 378 pies / 115 m
- Jardín Derecho: 341 pies / 104 m

## Galería

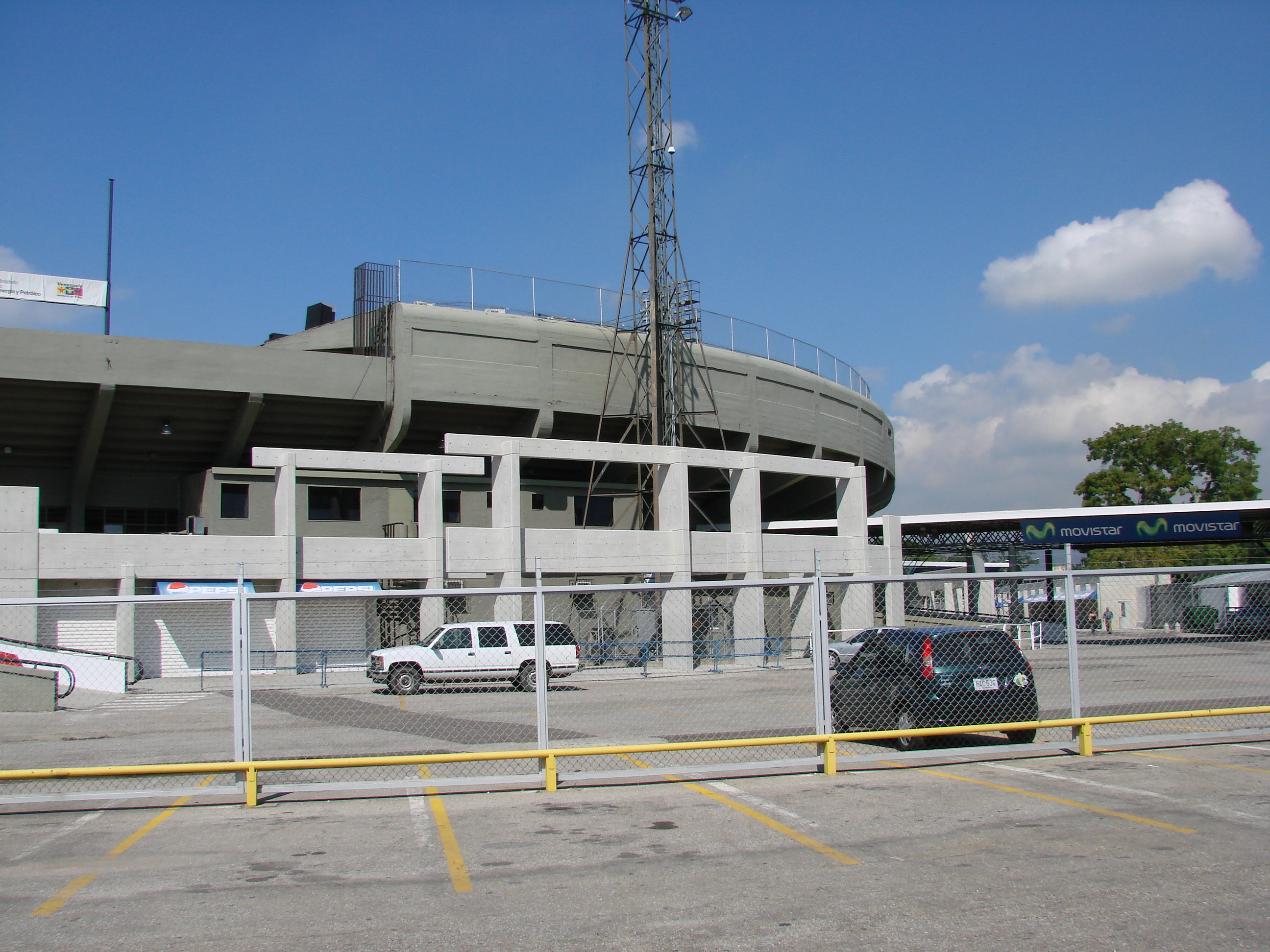
Estacionamiento
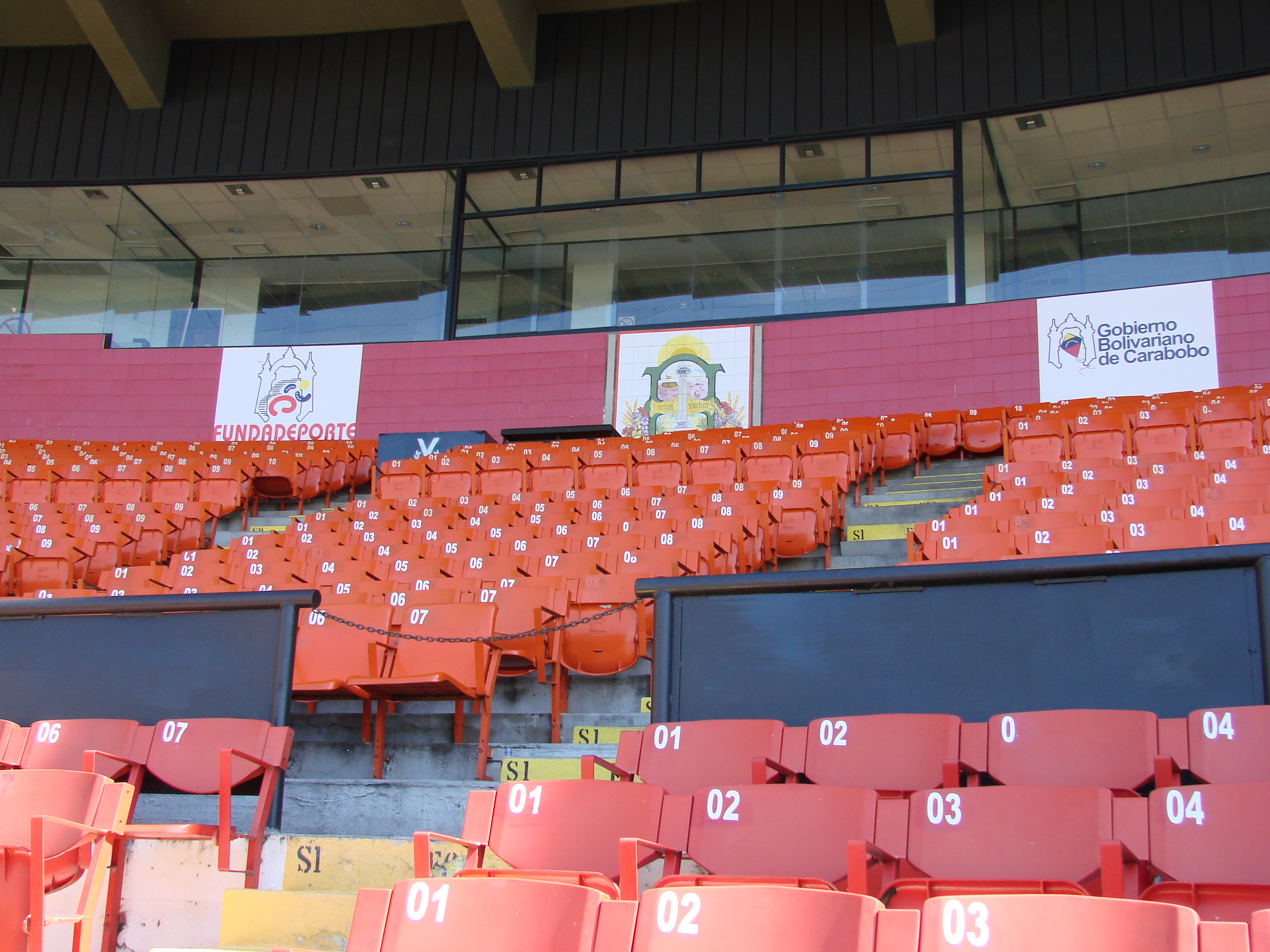
Palco central
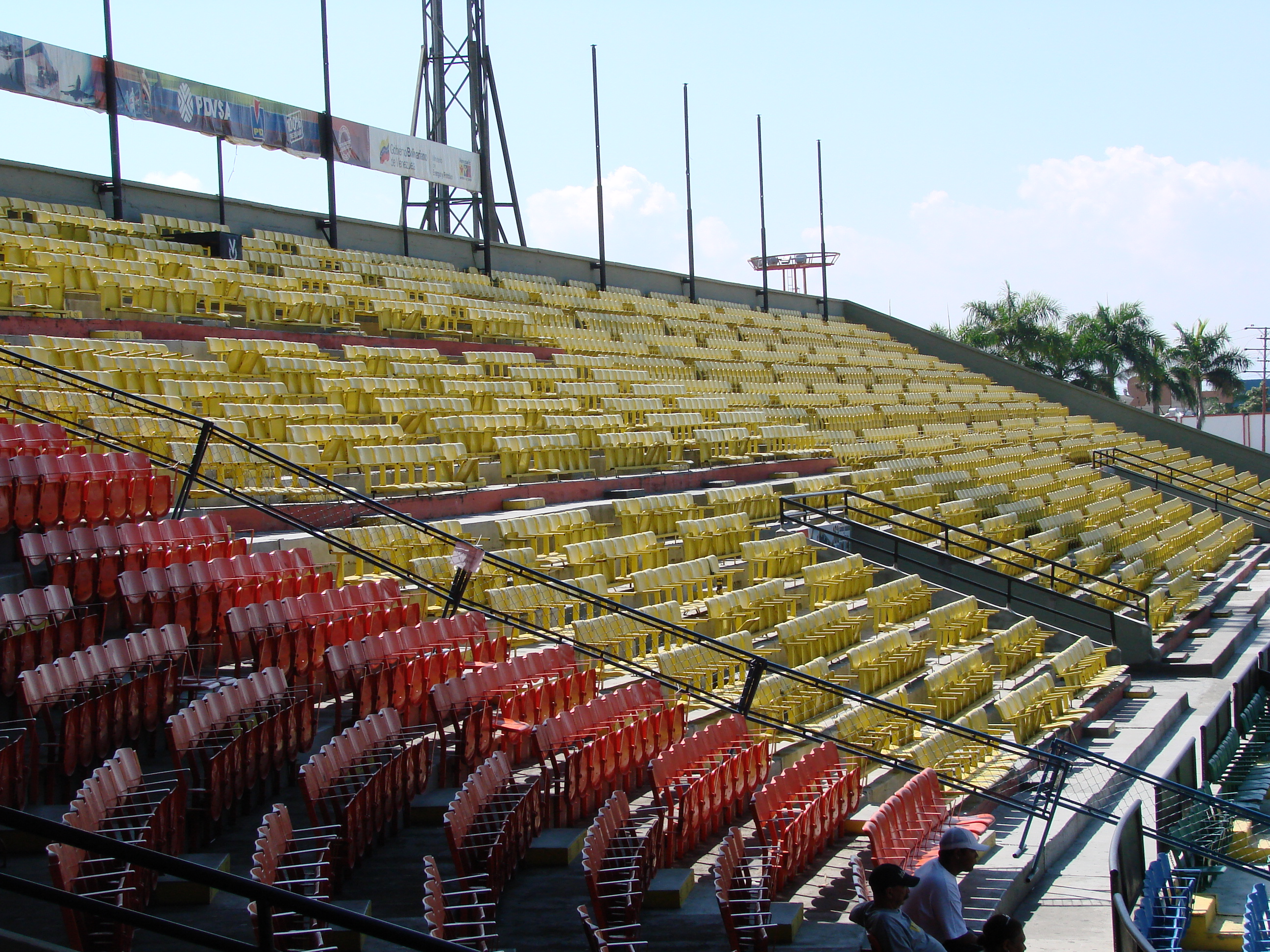
Gradas izquierdas
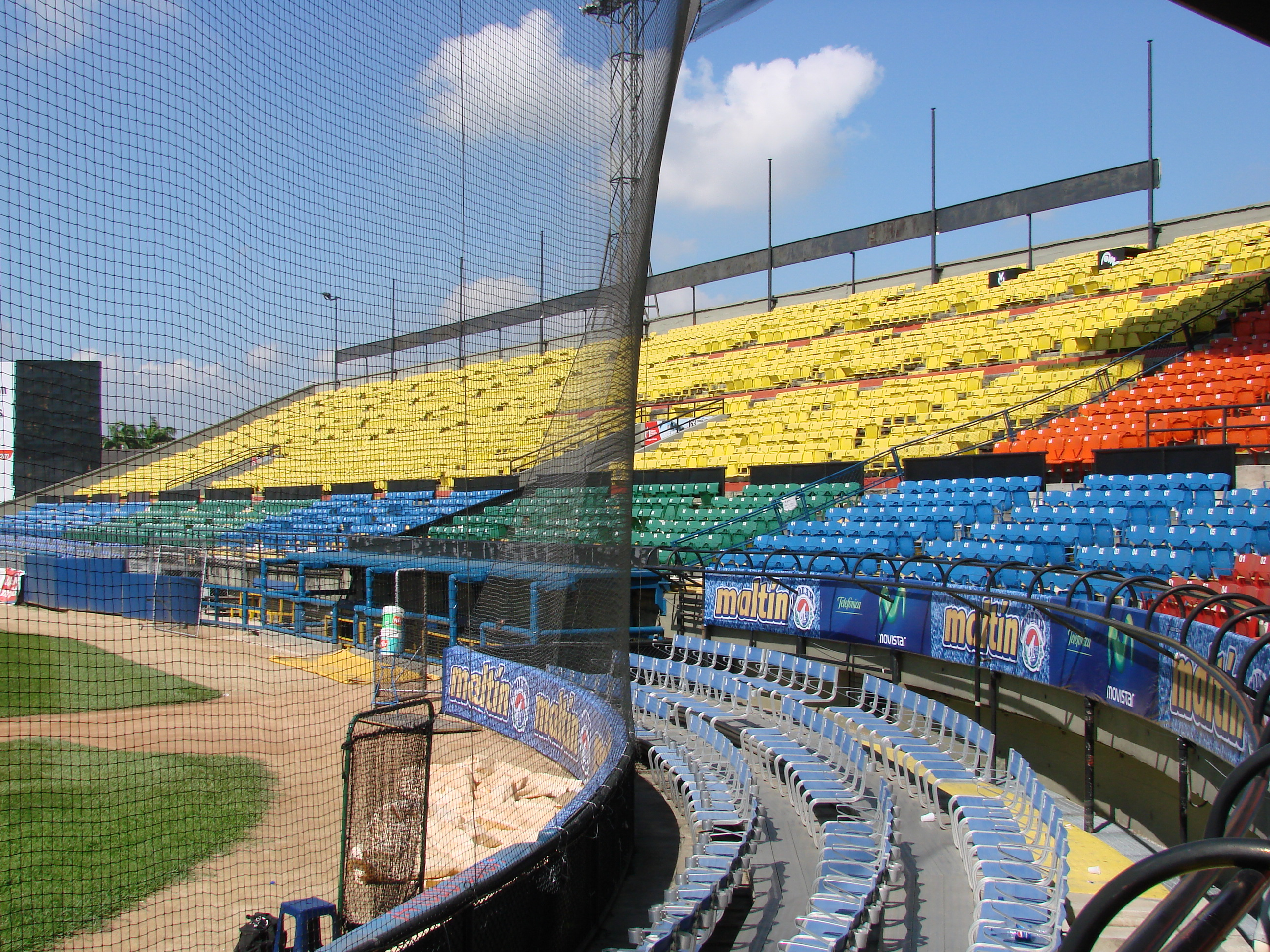
Gradas derechas
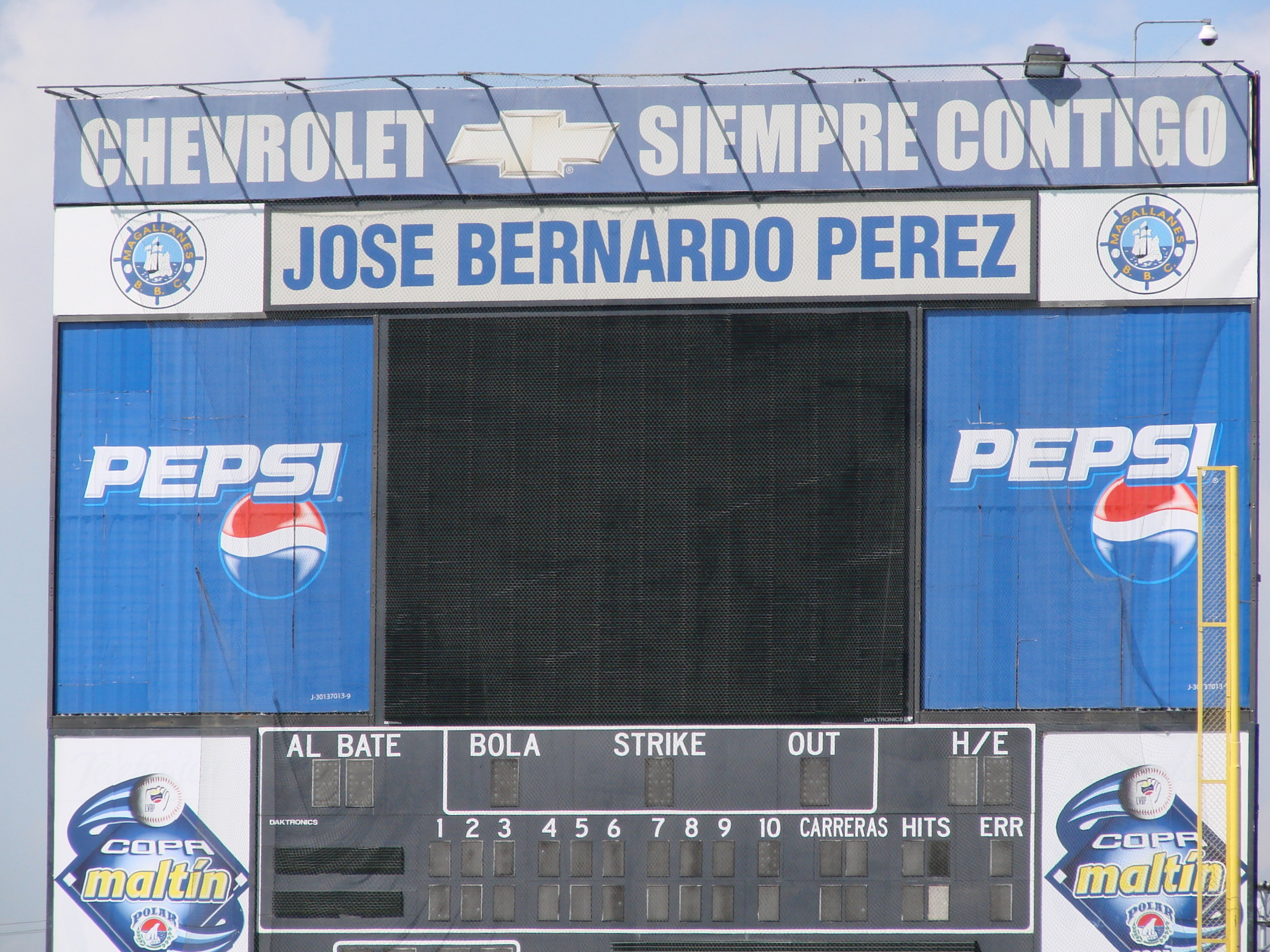
Pizarra

## Véase teambién
- Estadios de Venezuela
- Deporte en Venezuela